# Fa Mulan
Fa Mulan (Chinês tradicional: 花 木蘭, simplificado: 花 木兰, Pinyin: Huā Mùlán) é a protagonista do filme animado Mulan e também da continuação do filme, Mulan 2. A personagem é inspirada na lenda de Hua Mulan, vinda do poema chinês "The Ballad of Mulan". Em ambos os filmes, Mulan é dublada por Ming-Na, com vocais fornecidos por Lea Salonga. Ela é considerada a oitava princesa da franquia Disney Princesas, mas muitos discordam com isso devido ao fato de que ela não tem laços com a realeza, enquanto as outras princesas da franquia tem. Ela, no entanto, se encaixa na "mitologia" da franquia. Ela é a primeira das princesas a ter uma aparência oriental.

## Desenvolvimento
Quando era criança, a mãe de Ming-Na já havia contado para ela sobre a lenda de Hua Mulan, desta forma, ela já conhecia a história. Segundo ela, a lenda é muito popular na China, e quando ela descobriu que a Disney estava fazendo testes para um filme baseado na lenda, ela ficou tentando imaginar como a Disney poderia transformar a lenda em um filme do estúdio. Ela venceu o teste para a personagem, e quando a mesa estava sendo desenvolvida, a produção disse que para Ming-Na que ela não era adequada para a voz da personagem cantando. Ela insistiu que poderia fazer ambas as vozes da personagem, no entanto, a decisão foi relutante. Os produtores foram para a China, aonde eles adicionaram mais informações para o filme. Os próprios produtores pegaram gestos da própria Ming-Na, que foram usados na personagem, entre eles, o fato de Mulan sempre aparecer mexendo no cabelo, algo que veio da atriz. A aparência e também em personalidade, Mulan foi baseada na atriz Katherine Hepburn. 

### Personalidade

Roupa de Mulan usada na cena da casamenteira em seu filme.

Mulan é uma personagem típica dos papéis femininos dos filmes da Disney, ela é corajosa (e desastrada), mais autossuficiente, e não se concentra em casamento. Ela não se encaixa com as expectativas de uma jovem chinesa da época, apesar de sua beleza, ela é desajeitada, sem rodeios, silenciosa e recatada. Sua coragem, inteligência e determinação também ajudam ela através de suas aventuras. Ela é a primeira e única das princesas da Disney de descendência asiática.

### Aparência
Mulan é uma esbelta e linda menina chinesa. No filme original, Mulan tem apenas 16 anos, com a ação do segundo filme acontecendo um mês depois do que aconteceu no primeiro. Inicialmente, Mulan tinha cabelo comprido. No entanto, ela corta ele curto, a fim de se passar por um homem no exército. Seu cabelo é um pouco maior na sequência, embora não seja como no início do primeiro filme, mesmo assim, ela vem aparecendo com o cabelo comprido nos produtos da franquia "Disney Princesas". Ela normalmente usa vários vestidos de estilo chinês, mas tem sido visto usando armaduras, bem como roupas de kung-fu.

## Aparições

### Mulan
Mulan é a única filha de Fa Zhou, um ex-herói de guerra, e de Fa Li. Mulan é enviada para a cidade para encontrar um marido, mas infelizmente termina em um fracasso humilhante. Logo após, o conselheiro do imperador chinês, Chi-Fu, chega em sua aldeia para anunciar que os hunos mortais, liderados por Shan Yu, invadiram a China, e que um homem de cada família deve servir na guerra. Apesar de seus protestos, seu pai, diz que vai, apesar de sua velhice e feridas de guerra antigas. Mulan decide ir em seu lugar posando como um homem, cortando seus longos cabelos com uma espada, roubando a armadura de seu pai e cavalgando em seu cavalo, Khan, então ela vai impedir que ele arrisque sua vida. No seu caminho para o acampamento do exército, Mulan encontra Mushu, um pequeno dragão, que alega ser um guardião enviado por seus antepassados. Ele concorda em ajudá-la a se passar como um soldado. Embora Mulan falhe no treinamento do exército em primeiro lugar, ela usa sua inteligência e se torna o primeiro soldado a resolver um enigma definido por Li Shang, o comandante.
Depois, ela progride rapidamente para se tornar um dos melhores soldados da unidade. Ela também faz amizade com Yao, Ling e Chien Po, três companheiros, embora ela é forçada a esconder seu sexo. Através de um plano de Mushu, os soldados são chamados para a combater na guerra.
Depois de descobrir que o exército chinês, liderado pelo pai de Shang, o General Li, foi completamente destruído pelos hunos, Shang leva Mulan e os outros soldados para detê-los. Apesar de estarem em menor número, Mulan é capaz de derrotar os hunos, esmagando-os em uma avalanche por meio de um foguete. No entanto, ela sustenta uma lesão de Shan-Yu, o que faz com que a verdade seja descoberta. Ela é poupada da morte, que era o castigo para uma mulher que entra para o exército, como forma de Shang de pagar a dívida de Mulan por resgatá-lo durante a batalha anterior.
Mulan é deixada para trás pelo exército e se prepara para voltar para casa. No entanto, ela descobre que Shan-Yu e seus cinco generais sobreviveram e estão indo em direção a Cidade Imperial. Mulan tenta avisar Shang, mas ela não é ouvida, porque ela é uma mulher. Quando Shan Yu captura o Imperador, no entanto, Shang, Yao, Ling e Chien Po se juntam a ela em uma tentativa de resgate. Mulan disfarça, Yao, Ling e Chien Po como concubinas e tiram os guardas, permitindo Shang para chegar em Shan Yu. Yao, Ling e Chien Po fogem om o Imperador, mas Mulan fica para trás depois que Shang é nocauteado por Shan Yu. Ela revela-se como o soldado que tirou os hunos, o que irrita Shan Yu. Durante a execução de Shan Yu, ela surge com um plano para matá-lo por meio de fogos de artifício. Enquanto Mushu vai pegar os fogos de artifício, Mulan encara Shan Yu no telhado do palácio do Imperador. Ela desarma-lo com um leque de papel e usa sua espada para derruba-lo no telhado, permitindo Mushu para disparar fogos de artifício em Shan Yu, provavelmente matando-o. Mulan é oprimida por Chi Fu pela última vez quando ele arrogantemente diz que, como mulher, ela é indigno de ser chamado de herói.
Mulan é então confrontada com o Imperador pelos seus vários crimes, tendo ouvido sobre eles a partir Chi Fu. Ao mesmo tempo, ele reconhece que ela salvou toda a China, se curvando para Mulan. Seu gesto faz com que todos se curvam diante dela. O imperador oferece a Mulan a posição de conselheiro, porém, Chin Pu diz que todos os cargos de conselheiro estão lotados. O Imperador, então oferece o cargo de Shin Pu para ela, mais ela recusa, ganhando então o colar imperial e a espada de Shan Yu. Mulan retorna para casa, e é capaz de se reconciliar com seu pai. O final do filme mostra Mulan convidando Shang para jantar, que havia seguido Mulan, sob o pretexto de devolver o capacete, para jantar.

### Mulan 2
O início da seqüência mostra Shang, agora um general, propondo a Mulan, a começar a se preparar para um casamento. No entanto, o Imperador pede para que eles escoltem suas três filhas para o reino vizinho de Gong Qui, numa tentativa de formar uma aliança. Caso a aliança falhe, os mongóis iram invadir a China. Mulan e Shang junto com Yao, Ling e Chien Po vão juntos. A relação de Shang e Mulan torna-se um pouco tensa durante a viagem, como o casal tem opiniões diferentes sobre vários assuntos, especialmente sobre o tema dos casamentos arranjados das princesas. Enquanto isso, Mushu é informado de que se Mulan se casar com Shang, ele deixaria de ser um guardião, sendo devolvido ao seu antigo emprego. Mushu tira proveito das diferenças de Mulan e Shang e tenta quebrar a relação dos dois. No entanto, Mulan logo descobre os planos de Mushu e tenta se reconciliar com Shang.
Antes que ela possa conversar com Shang, bandidos atacam o grupo. Shang e Mulan são capazes de salvar as princesas, mas são deixados pendurados em uma ponte quebrada. Shang escolhe a se sacrificar, como a ponte pode suportar apenas um. Mulan e as princesas continuam indo para Gong Qui. Vendo que as princesas têm se apaixonado polr Yao, Ling e Chien Po, e acreditando que Shang está morto, Mulan se prepara para oferecer-se como uma noiva em seus lugares. No entanto, Shang é revelado que sobreviveu a sua queda, e viaja para impedi-la. Mushu é capaz de corrigir as coisas, aparece como o Dragão de Ouro da Unidade, e obriga o Rei a impedir o casamento. As princesas são liberados de seus votos e Shang e Mulan são casados. No final do filme, é revelado que Mulan disse para Shang sobre Mushu, e que Shang se uniu a família de Mulan, permitindo que Mushu continue sendo um guardião.

### O Point do Mickey
Mulan faz participações especiais na série de televisão "O Point do Mickey" e no especial "O Natal Mágico do Mickey". Em "Ask Von Drake" Mulan foi visto com Mushu e Gri-Li durante a canção Ludwig Von Drake. Em "Salute to Sports", Mulan apareceu brevemente no palco com Donald para dar uma demonstração de artes marciais.

### Princesinha Sofia
Mulan fez uma aparição no Princesinha Sofia no episódio "Princesas ao Resgate".
Enquanto cantava a música "Stronger Than You Know", ensinou Sofia, Amber e Jun que elas são mais fortes do que elas sabem, mostrando-lhes como atravessar as estátuas de guerreiros que se deslocam com videiras e diz-lhes para ir para salvar seus pais e irmãos sem ela.
Assim como Ariel em Um Palácio na Água, ela é a segunda Disney Princesa para não ser mostrado em seu redesign nesta série. Em vez disso, ela usa sua armadura, juntamente com seu capacete e uma nova espada de ouro.

### Once Upon a Time
Mulan aparece na segunda temporada da série da ABC, Once Upon a Time. Ela é interpretada pela atriz Jamie Chung e tem um papel recorrente na série. Em algum momento, Mulan juntou-se ao príncipe Phillip (interpretado por Julian Morris) em sua jornada para encontrar a Princesa Aurora (interpretada por Sarah Bolger). Eles estavam na viagem, quando a Rainha Má lançou a Maldição das Trevas, no entanto a área que eles estavam foi poupada pela maldição simplesmente congelando eles no tempo por 28 anos. Quando Emma Swan quebrou a maldição das Trevas em Storybrooke, eles continuaram sua jornada. Mulan está presente quando Phillip desperta Aurora com beijo do amor verdadeiro. No entanto, a reunião é interrompida quando um Wraith aparece no palácio. Phillip combate a criatura. Mulan explica que o Wraith suga as almas de suas vítimas. Ao perceber que Phillip vai se sacrificar, deixando Mulan e Aurora para trás. Mulan descobre o que ele está fazendo e vai para detê-lo, mas é seguida por Aurora. As duas mulheres se enfrentam, com Aurora afirmando que Mulan tem sentimentos por ele também. Mulan simplesmente nega isso, afirmando ainda que ela e Phillip lutaram lado a lado juntos muitas vezes, ela não tem sentimentos românticos por ele. As duas descobrem que Phillip teve sua alma sugada pelo Wraith na frente de Mulan e Aurora. As mulheres carregam de volta o corpo de Phillp aparentemente morto ao palácio onde Aurora dormia. Lá Mulan explica para Aurora o que aconteceu enquanto ela dormia. Eles ouvem um barulho e encontram Emma Swan e sua mãe biológica Branca de Neve sob uma pilha de escombros. Aurora acredita que elas foram responsáveis pela morte de Phillip, e captura elas, com a ajuda de Mulan. Elas são levadas e aprisionadas em um local seguro. Depois de algum tempo, elas começam a confiar nelas e se unem as duas para tentar ir a Storybrock. Aurora perde o coração, que foi capturado por Cora, mais ela depois ganha ele de novo, graças a Mulan, que conseguiu pega-lo. Depois que Branca e Emma retornam, elas continuam em sua missão para tentar ajudar Phillip.

## Em outras midias

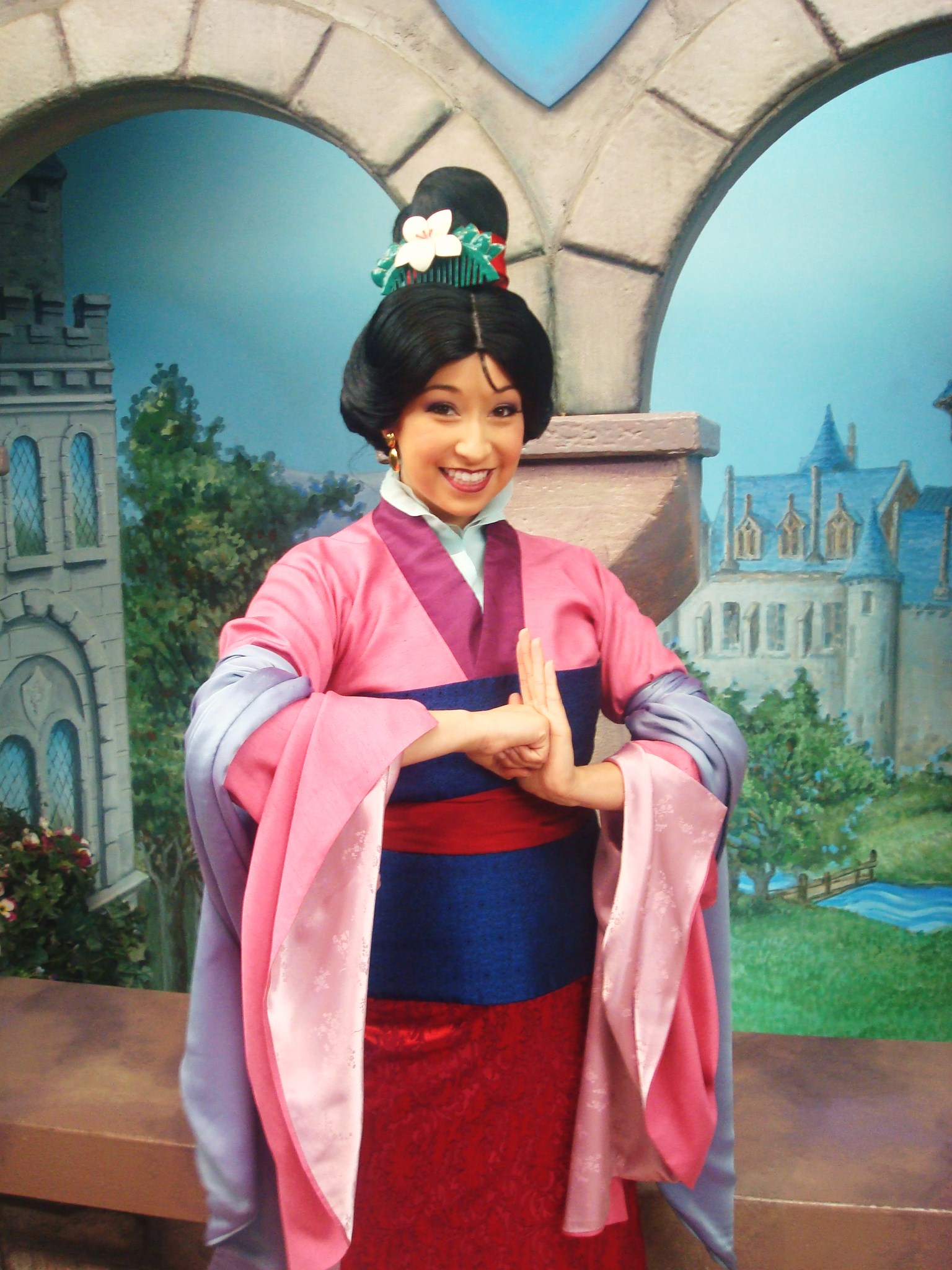
Mulan na Disneylândia. (abril de 2012)

Mulan fez uma aparição em Kingdom Hearts II e é parte do mundo Land of the Dragons. Ela auxilia Sora na batalha, tomando o lugar de Donald ou Pateta. Ela usa um jian chamado "Espada do ancestral" para o combate regular, e seus ataques combinados incluem Red Rocket e outros ataques de fogo, graças a Mushu. Ela continua sob seu pseudônimo (Ping) para a maioria da primeira visita de Sora ao seu mundo, mas depois abandona-lo. 
Mulan aparece regularmente para conhecer e cumprimentar em desfiles e shows nos Parques e Resorts da Walt Disney. Mulan e Mushu (como uma pipa) fazem aparições em Disneyland Hong Kong e no Disneyland Resort no Epcot no Walt Disney World. Nos navios da Disney Cruise Line e no Disneyland Hong Kong, Mulan e Shang Li aparecem no palco do The Golden Mickeys. Mulan é também conhecida para conhecer e cumprimentar nos navios também. Ela também é destaque na Disney on Ice no Princess Classics e Princess Wishes, como uma princesa, apesar de sua falta de laços reais.
Mulan faz aparições no "Point do Mickey" e em filmes da Disney. Ela estava programada para aparecer no segundo volume da série Disney Princess junto com Cinderela. Era para estrear em 2008, mas foi cancelado devido às baixas vendas do primeiro DVD.  Além disso, Mulan aparece em Mulan Jr. adaptação para o teatro musical da Disney do filme original.
Atriz Jamie Chung desempenha Mulan na segunda temporada da série de televisão ABC, Once Upon a Time.  Ela apareceu pela primeira vez na estreia da temporada, no episódio intitulado "Broken", auxiliando o príncipe Phillip no resgate Aurora.